# ゴールデン・チャイルド
『ゴールデン・チャイルド』（The Golden Child）は、1986年のアメリカ合衆国のアクション映画。監督はマイケル・リッチー、出演はエディ・マーフィとシャーロット・ルイスなど。謎の邪教集団に誘拐された神の子「ゴールデン・チャイルド」の奪還に奔走することになった探偵を描いたコミカルな冒険アクション。

## ストーリー
千年に一度、この世に生を受けるという神秘の子「ゴールデン・チャイルド」。チャイルドは人々の優しさの化身であり、彼がいなくなっては、この世界は地獄と化してしまうとされる。だが、チャイルドを亡き者にしようとする、悪しき考えを持ったサードという男が、チベットの寺院から彼を連れ去ってしまう。一方、ロサンゼルスで行方不明の子供を探すことを生業としているジャレルは、お調子者だが正義感が強く、子供の命のためならどんな危険にも立ち向かう勇敢な男であった。そんな彼の前に、キー・ナンと名乗るチベット人女性が現れる。なんと彼女は、ジャレルこそがゴールデン・チャイルドを助けることができる「選ばれし者」なのだと告げる。

## 登場人物
チャンドラー・ジャレル
演 - エディ・マーフィ
行方不明の子供を探すことを生業としている探し屋。お調子者だが正義感が強く、子供の命のためならどんな危険にも立ち向かう勇敢な男。フェミニストでキーに「やばいと思ったら、真っ先に逃げろ」と諭していた。不意を突かれて捕まったこともあるが、その気になれば一人で数人相手に格闘で勝ったこともある。
キー・ナン
演 - シャーロット・ルイス
チベット人女性。格闘技の心得があり、徒手空拳でありながらも一人で数人の男を打ち負かした。真面目で身持ちが固い。チベットからニューヨークに来た。TVで見たジャレルに頼もしさを感じて協力を申し出る。ただし、当初は軽薄な一面を見たこともあってか、信用しきれていないところがあり、トニーが死体となって見つかった時には第一発見者であるジャレルに「あなたが殺したの?」と疑うこともあった。
サード・ナムスパ
演 - チャールズ・ダンス
邪悪な男。悪魔と通じることができ、魔法で動物に変身することができる。
大僧正
演 - ヴィクター・ウォン
キーの父親。慈愛に満ちた性格だが人を試すために傍若な行いをすることもある。
ホン
演 - ジェームズ・ホン
医師。キーの仲間。
カーラ
演 - シャクティ・チェン（シャクティ名義）、声 - マリリン・シュレフラー
知恵の書庫の守り人。先祖は竜に犯されカーラも竜の遺伝子を持ち、空を飛ぶことができる。ジャレルにゴールデン・チャイルドについて教える。年は300歳を超えている。
フー
演 - ポンズ・マール
サードの部下。振る舞いから猿みたいといわれる。
トミー・トン
演 - ピーター・ウォン
犯罪者。ブロードウェイでレストランをしている。サードに見限られ、殺される。

## キャスト
| 役名                   | 俳優                                    | 日本語吹替                                                       | 日本語吹替 | 日本語吹替                                                                                | 日本語吹替 |
| 役名                   | 俳優                                    | フジテレビ版                                                     | テレビ朝日版 | VOD版                                                                                     | 機内上映版 |
| ---------------------- | --------------------------------------- | ---------------------------------------------------------------- | --- | ----------------------------------------------------------------------------------------- | ---------- |
| チャンドラー・ジャレル | エディ・マーフィ                        | 下條アトム                                                       | 山寺宏一 | 山寺宏一                                                                                  | 神谷明     |
| キー・ナン             | シャーロット・ルイス                    | 高島雅羅                                                         | 水谷優子 | 武田華                                                                                    |            |
| サード・ナムスパ       | チャールズ・ダンス                      | 小林清志                                                         | 小川真司 | 森田順平                                                                                  |            |
| 大僧正                 | ヴィクター・ウォン                      | 及川ヒロオ                                                       | 大塚周夫 | 浦山迅                                                                                    |            |
| ティル                 | ランドール・“テックス”・コッブ          | 笹岡繁蔵                                                         | |                                                                                           |            |
| ホン医師               | ジェームズ・ホン                        | 山内雅人                                                         | 大木民夫 |                                                                                           |            |
| カーラ                 | シャクティ マリリン・シュレフラー（声） | 沢田敏子                                                         | 此島愛子 | 塩田朋子                                                                                  |            |
| ゴールデン・チャイルド | J・L・リアート                          | 浪川大輔                                                         | 神谷友介 | ふじたまみ                                                                                |            |
| カーン                 | タイガー・チャン・リー                  |                                                                  | |                                                                                           |            |
| フー                   | ポンズ・マール                          |                                                                  | |                                                                                           |            |
| トミー・トン           | ピーター・ウォン                        |                                                                  | |                                                                                           |            |
| イエロードラゴン       | エリック・ダグラス                      | 大塚明夫                                                         | 田原アルノ |                                                                                           |            |
| メル・バックマン       | チャールズ・レヴィン                    | 鈴置洋孝                                                         | 江原正士 |                                                                                           |            |
| 悪魔の声               | フランク・ウェルカー                    | 飯塚昭三                                                         | 若本規夫 |                                                                                           |            |
| その他                 |                                         | 広瀬正志 池田勝 沢木郁也 星野充昭 安田千永子 竹口安芸子 合野琢真 | 筈見純 上田敏也 増岡弘 大山高男 稲葉実 片岡富枝 西村知道 秋元千賀子 小室正幸 荒川太郎 鎌手宣行 石橋剣道 林勇 菅原翼 | 本多新也 田所陽向 三瓶雄樹 東内マリ子 豊富満 各務立基 松川央樹 逢沢ゆりか 松本沙羅 高坂宙 |            |

- フジテレビ版：初回放送1989年10月28日『ゴールデン洋画劇場』
- テレビ朝日版：初回放送1992年10月18日『日曜洋画劇場』

## 作品の評価
Rotten Tomatoesによれば、23件の評論のうち高評価は22%にあたる5件で、平均点は10点満点中4.2点となっている。
Metacriticによれば、12件の評論のうち、高評価は1件、賛否混在は6件、低評価は5件で、平均点は100点満点中37点となっている。